# Chaufferie avec cheminée
Chaufferie avec cheminée est une sculpture monumentale de Jean Dubuffet, située à Vitry-sur-Seine en France.

## Description
Chaufferie avec cheminée est érigée sur le carrefour de la Libération, un vaste rond-point de Vitry-sur-Seine à environ 400 m au nord-ouest de l'hôtel de ville, sur la route nationale 305. L'œuvre occupe une position presque centrale sur le rond-point, entourée de pelouse. Le Musée d'art contemporain du Val-de-Marne est situé immédiatement au nord-est, de l'autre côté du rond-point ; le reste du paysage est occupé par un ensemble d'immeubles d'habitations datant au plus de la fin du XXe siècle, d'au moins quatre étages.
Il s'agit d'une sculpture de 14 m de hauteur, reposant sur une base de 4,55 m de largeur sur 4,15 m de profondeur. Elle est constituée de résine d'époxy reposant sur une armature en fibres de verre, recouvrant elle-même une structure en métal ; l'ensemble est peint au polyuréthane. Il s'agit d'une sculpture abstraite. La base de l'œuvre, dans son tiers inférieur (la « Chaufferie »), est relativement massive et grossièrement cubique. La partie supérieure (la « Cheminée ») est en revanche élancée et sinueuse. Appartenant au cycle de  L'Hourloupe de Jean Dubuffet, la sculpture est peinte d'un fond blanc, les arêtes marquées d'un trait noir, certaines parties recouvertes d'aplats ou de hachures rouges et bleus.
Chaufferie avec cheminée est la deuxième plus haute sculpture polychrome de Jean Dubuffet installée dans l'espace public, après la Tour aux figures d'Issy-les-Moulineaux.

## Historique
Jean Dubuffet réalise une maquette de l'œuvre en 1970 ; il la destine alors à l'abri du système de chauffage de la villa Falbala, une œuvre monumentale qu'il construit les années suivantes à Périgny,,. Dubuffet opte finalement pour un chauffage électrique et abandonne la réalisation de la cheminée.
La réalisation de la sculpture est ultérieure à la mort de Dubuffet en 1985. Il s'agit d'une commande du conseil général du Val-de-Marne, sous l'impulsion de l'homme politique Michel Germa, en partie financée grâce au système du 1 % artistique. Elle est inaugurée le 28 mars 1996.